# 통단백체
통단백체 또는 메타프로테오믹스(Metaproteomics)는 특정환경에 존재하는 동물, 식물, 균류, 미생물들에서 유래한 단백질들의 총체를 통틀어 말한다. 이것을 종의 경계를 넘는 단백체 개념이다. 통단백체를 연구하는 학문을 통단백체학이라고 한다. 통단백체 연구는 환경내 생물군집 연구의 새로운 패러다임이다. 통단백체 분석은 통유전체(metagenome)과 대사체(metabolome)의 조절과정을 이해하는데 필요한 정보도 제공한다.

## 같이 보기
- 유전체
- 단백체
- 대사체
- 발현체